# ZM-241,385
ZM-241,385 je antagonist visokog afiniteta koji je selektivan za adenosinski A2A receptor.
U životinjskim modelima je pokazano da ZM-241,385 pruža zaštitu protiv beta amiloidne neurotoksičnosti i da stoga može da bude koristan u tretmanu Alchajmerove bolesti.-241,385 isto tako povećava otpuštanje dopamina izvedenog iz L-DOPA i stoga je koristan u tretmanu Parkinsonove bolesti.

## Spoljašnje veze
ZM+241385 на 